# Marina Kirik
Marina Kirik (1997) es una deportista ucraniana que compite en acuatlón. Ganó dos medallas en el Campeonato Mundial de Acuatlón, bronce en 2022 y oro en 2024, y una medalla de plata en el Campeonato Europeo de Acuatlón de 2023.

## Palmarés internacional
| Campeonato Mundial | Campeonato Mundial     | Campeonato Mundial | Campeonato Mundial |
| Año                | Lugar                  | Medalla            | Prueba             |
| ------------------ | ---------------------- | ------------------ | ------------------ |
| 2022               | Šamorín (Eslovaquia)   | Medalla de bronce  | Individual         |
| 2024               | Townsville (Australia) | Medalla de oro     | Individual         |
| Campeonato Europeo |                        |                    |                    |
| Año                | Lugar                  | Medalla            | Prueba             |
| 2023               | Menen (Bélgica)        | Medalla de plata   | Individual         |